# Abdelfettah Rhiati
Abdelfettah Rhiati (25 de fevereiro de 1963) é um ex-futebolista profissional marroquino, que atuava como atacante.

## Carreira
Abdelfettah Rhiati fez parte do elenco da segunda partição da Seleção Marroquina de Futebol na Copa do Mundo de 1986. 